# Sergius IV.
Sergius IV., rodným jménem Pietro Martino Boccapecora (??, Řím – 12. května 1012, Řím) byl papežem od 31. července 1009 až do své smrti.